# カトリーナ・マックレイン
カトリーナ・マックレイン・ジョンソン（Katrina McClain Johnson、1965年9月19日 - ）は、アメリカ合衆国サウスカロライナ州チャールストン出身の元女子バスケットボール選手である。

## 経歴

### 大学
ジョージア大学ではオールアメリカに2度選ばれる活躍を見せる。また、オールアメリカフレッシュマン、最優秀選手も獲得。

### ナショナルチーム
米国代表として1985年に神戸で開かれたユニバーシアードに出場し、銀メダル獲得。
また、オリンピック、世界選手権にそれぞれ3度出場している。
ソウル、アトランタ両五輪、1986、90年世界選手権では金メダル、バルセロナ五輪と94年世界選手権では銅メダルを獲得している。

### 日本での活躍
卒業後の1987年、日本の共同石油（現・ENEOSサンフラワーズ）に入団。1991年まで在籍し、第21回日本リーグでベスト5及びリバウンド賞を獲得。リーグ3連覇及び2度のオールジャパン優勝の原動力となった。
退団後は、イタリア、スペイン、トルコでのプレーを経て、1995年に再来日するが、日本リーグでは外国人制度が廃止されたため、共石時代のチームメイトだった原田五月の所属する北島CR・クラブに1シーズン在籍。全日本クラブ選手権4連覇とともにオールジャパンにも出場した。

### 離日、そして引退
その後、帰国し、女子プロリーグであるABLのアトランタ・グローリーに入団。1998年にはオールスターにも出場した。
1998年のチーム消滅とともに引退。
1988年と1992年には全米女子バスケットボール年間最優秀選手に選ばれている。
2006年には女子バスケットボール殿堂入りを果たす。
2012年、バスケットボール殿堂入り。
2023年、FIBA殿堂入り。